# Feradi Minus
Feradi Minus (łac. Feraditanus Minor) – stolica historycznej diecezji w Cesarstwie rzymskim w prowincji Byzacena, współcześnie w Tunezji. Obecnie katolickie biskupstwo tytularne.

## Biskupi tytularni
| Lp. | Biskup                               | Funkcja                                | Od                   | Do               |
| --- | ------------------------------------ | -------------------------------------- | -------------------- | ---------------- |
| 1   | Luiz Roberto Gomes de Arruda         | biskup-prałat Guajará-Mirim (Brazylia) | 23 marca 1966        | 26 maja 1978     |
| 2   | Salvador Quizon                      | biskup pomocniczy Lipy (Filipiny)      | 9 stycznia 1979      | 5 sierpnia 2016  |
| 3   | Edmilson Tadeu Canavarros dos Santos | biskup pomocniczy Manaus (Brazylia)    | 12 października 2016 | 22 sierpnia 2024 |
| 4   | José Roberto dos Reis                | biskup pomocniczy Goiânia (Brazylia)   | 21 grudnia 2024      |                  |